# Isaka-Ivondro
Isaka-Ivondro is een plaats en commune in het zuiden van Madagaskar, behorend tot het district Tôlanaro, dat gelegen is in de regio Anosy. Tijdens een volkstelling in 2001 telde de plaats ongeveer 13.000 inwoners.
De plaats biedt enkel lager onderwijs aan. 75 % is landbouwer en 15% houdt zich bezig met veeteelt. Met name wordt er rijst, koffie, lychees en cassave verbouwd. 7% van de bevolking is werkzaam in de industrie en ten slotte houdt 3% van de bevolking zich in leven met de visserij.